# 20 Years of Jethro Tull
20 Years of Jethro Tull is een gelegenheidsalbum van de Britse progressieve-rockband Jethro Tull, uitgebracht in 1988 ter viering van de 20e verjaardag van de band.

## Geschiedenis
Het album werd in twee verschillende edities uitgebracht:
- Limited Edition, 3-dubbel-cd-box (ook als 5-dubbel-lp), The Definitive Collection
  - cd1: Radio Archives and Rare Tracks (77:41)
  - cd2: Flawed Gems and the Other Side of Tull (76:39)
  - cd3: The Essential Tull (78:23)
- Reguliere 1-cd-versie (ook als dubbel-lp) (77:38)

De 3-dubbel-cd-box bestaat voornamelijk uit out takes en liveopnamen, samengesteld naar behoefte van de fans naar advies van een fanclubdelegatie. Het is dus niet zomaar een uitgave met muzikale hoogtepunten, maar een waardevolle toevoeging aan de collectie van de liefhebbers. De reguliere cd is een samengesteld uit de 3-dubbel-cd-box.
Daarnaast werd een VHS-video uitgebracht, die een documentaire, live-uitvoeringen en videoclips bevat. Tegenwoordig is deze niet meer verkrijgbaar.

## Nummers 3-dubbel-cd-box

### Cd 1: Radio Archives and Rare Tracks
1. A Song for Jeffrey (BBC Sessions)
2. Love Story (BBC Sessions)
3. Fat Man (BBC Sessions)
4. Bourée (BBC Sessions)
5. Stormy Monday Blues (BBC Sessions)
6. A New Day Yesterday (BBC Sessions)
7. Cold Wind to Valhalla
8. Minstrel in the Gallery
9. Velvet Green
10. Grace
11. Jack Frost and the Hooded Crow
12. I'm Your Gun
13. Down at the End of Your Road
14. Coronach
15. Summerday Sands
16. Too Many Too
17. March the Mad Scientist
18. Pan Dance
19. Strip Cartoon
20. King Henry's Madrigal
21. A Stitch in Time
22. 17
23. One for John Gee
24. Aeroplane
25. Sunshine Day

### Cd 2: Flawed Gems and the Other Side of Tull
1. Lick Your Fingers Clean
2. The Chateau d'Isaster Tapes
3. Beltane
4. Crossword
5. Saturation
6. Jack-A-Lynn
7. Motoreyes
8. Blues Instrumental (Untitled)
9. Rhythm in Gold
10. Part of the Machine
11. Mayhem, Maybe
12. Overhang
13. Kelpie
14. Living in These Hard Times
15. Under Wraps #2
16. Only Solitaire
17. Salamander
18. Moths
19. Nursie

### Cd 3: The Essential Tull
1. Witch's Promise
2. Bungle in the Jungle
3. Farm on the Freeway (live)
4. Thick as a Brick (live)
5. Sweet Dream (live)
6. The Clasp (live)
7. Pibroch (Pee-Break) / Black Satin Dancer (live)
8. Fallen on Hard Times (live)
9. Cheap Day Return
10. Wond'ring Aloud (live)
11. Dun Ringill (live)
12. Life is a Long Song
13. One White Duck / 010 = Nothing At All
14. Songs from the Wood (live)
15. Living in the Past (live)
16. Teacher
17. Aqualung (live)
18. Locomotive Breath (live)

## Nummers reguliere cd
1. Stormy Monday Blues (BBC Sessions)
2. Love Story (BBC Sessions)
3. A New Day Yesterday (BBC Sessions)
4. Summerday Sands
5. March the Mad Scientist
6. Witch's Promise
7. Living in the Past
8. Aqualung
9. Locomotive Breath
10. Lick Your Fingers Clean
11. Overhang
12. Crossword
13. Jack-A-Lynn
14. Kelpie
15. Part of the Machine
16. Mayhem, Maybe
17. Wond'ring Aloud
18. Dun Ringill
19. Life is a Long Song
20. Nursie
21. Grace